# ¿Cómo fui a enamorarme de ti?
¿Cómo fui a enamorarme de ti? es una película mexicana estrenada en el año 1990, producida por Televicine S.A. de C.V., dirigida por Sergio Olhovich y protagonizada por los integrantes de la banda Los Bukis, en la que se narra la vida de la agrupación y aparece un amor ficticio entre su líder, el cantautor Marco Antonio Solís, y la hija de un magnate dedicado a la piratería.

## Reparto
Los Bukis
- Marco Antonio Solís - Él mismo
- Eusebio Cortez "El Chivo" - Él mismo
- Joel Solís - Él mismo
- Roberto Guadarrama - Él mismo
- José Guadarrama - Él mismo
- Pedro Sánchez  - Él mismo
- Lourdes Munguía - Chica de rojo (ella misma)
- Jorge Russek - Capo
- Arturo Alegro - Porky
- José Luis Cordero - Tigre
- Álvaro Carcaño - Pirata 1
- Luis Felipe Tovar - Pirata 2
- Honorato Magaloni - Representante
- Evangelina Sosa  -  Fanática del grupo
- Patricia Eguía - Samantha